# محمد أحمد منصور
محمد أحمد منصور هو شاعر يمني. و سياسي ولد عام 1930 في العنسيين في ناحية ذي سفال في محافظة إب. تلقى تعليمه الأولي في مدارس منطقته، وعلى يد والده. تقلد عدة مناصب سياسية. له ديوان شعر بعنوان «الأعمال الكاملة» جمعه ونشره حسام الدين الخطيب. يكتب الشعر الغنائي والحميني.

## آثاره
طُبع له ديوان تحت اسم «الأعمال الشعرية الكاملة» للشاعر محمد أحمد منصور في المعرض الدولي اليمني المصري للكتاب سنة 2016.

## وفاته
توفي يوم الخميس الأول من شوال 1442 هجريًّا الموافق 13 مايو 2021 ميلاديّا،  في جمهورية مصر القاهرة وتم دفنه في مسقط رأسه في اليمن محافظة اب مديرية ذي سفال عن عمر ناهز 91 عامًا.